# Jijamata Udyaan
Jijamata Udyaan – ogród zoologiczny i ogród w centrum Bombaju. Oryginalna nazwa brzmi Victoria Gardens. Zoo zostało założone w 1861. Usytuowane jest tutaj także Muzeum Wiktorii i Alberta. Na terenach otaczających muzeum znajduje się także ogromny posąg słonia z jaskini Elefanta.